# Frea thompsoni
Frea thompsoni là một loài bọ cánh cứng trong họ Cerambycidae.